# NGC 1244
NGC 1244 is een spiraalvormig sterrenstelsel in het sterrenbeeld Slingeruurwerk. Het hemelobject werd op 2 november 1834 ontdekt door de Britse astronoom John Herschel.

## Synoniemen
- PGC 11659
- ESO 82-8
- AM 0305-665
- IRAS03058-6657